# 陈育明 (商人)
陳育明，廣東普寧人，香港商人。
其担任香港上市公司長興國際（集團）控股有限公司主席兼執行董事、政协黑龙江省委员会特邀代表、香港潮州商會會董、城大公共及社會行政學士。
陳於八歲時由內地移居香港，1993年大學畢業，1995年與弟妹一起創業，經營代理以歐洲男士服裝品牌為主的服裝生意，集團於2010年在港主板上市。